# Ma compilation
Albums de Mama Béa
No Woman's Land
(1991) Du côté de chez Léo
(1995)
Ma compilation est une compilation d'albums de Mama Béa, parue en 1995.

## Historique
Cet album, qui est un double CD,, regroupe 25 titres issus de 6 albums de Mama Bea enregistrés entre 1976 et 1981. On y trouve dans l'ordre : 
- La Folle (1976)
- Faudrait rallumer la lumière dans ce foutu compartiment (1977)
- Pour un bébé robot... (1978)
- Le Chaos (1979)
- Pas peur de vous... (1980)
- Aux alentours d'après minuit (1981)

Ces albums, qui étaient sortis au rythme très régulier de un par an, n'avaient jamais été diffusés en CD.
Mama Béa en a écrit les 25 chansons, et composé les musiques de 24 dont 3 en association avec Robert Baccherini.

## Liste des chansons
| 1.  | La Folle                   | Béatrice Tekielski | Béatrice Tekielski | La Folle                         | 8:52  |
| 2.  | Visages                    | Béatrice Tekielski | Béatrice Tekielski | La Folle                         | 4:24  |
| 3.  | Les Pissenlits             | Béatrice Tekielski | Béatrice Tekielski | La Folle                         | 4:08  |
| 4.  | L'Enfant                   | Béatrice Tekielski | Béatrice Tekielski | La Folle                         | 7:44  |
| 5.  | Le Secret                  | Béatrice Tekielski | Béatrice Tekielski | La Folle                         | 5:36  |
| 6.  | La Fenêtre                 | Béatrice Tekielski | Béatrice Tekielski | Faudrait rallumer la lumière ... | 3:29  |
| 7.  | 48 kilos                   | Béatrice Tekielski | Béatrice Tekielski | Faudrait rallumer la lumière ... | 3:32  |
| 8.  | Les Mots                   | Béatrice Tekielski | Béatrice Tekielski | Faudrait rallumer la lumière ... | 4:40  |
| 9.  | Poussières                 | Béatrice Tekielski | Béatrice Tekielski | Faudrait rallumer la lumière ... | 15:00 |
| 10. | Ballade pour un bébé-robot | Béatrice Tekielski | Béatrice Tekielski | Pour un bébé robot...            | 9:11  |
| 11. | Soleils                    | Béatrice Tekielski | Béatrice Tekielski | Pour un bébé robot...            | 4:15  |

| 1.  | Les Glycines                 | Béatrice Tekielski | Béatrice Tekielski                     | Pour un bébé robot...        | 5:02  |
| 2.  | Faire éclater cette ville    | Béatrice Tekielski | Béatrice Tekielski                     | Pour un bébé robot...        | 4:30  |
| 3.  | Pourquoi tu cries            | Béatrice Tekielski | Béatrice Tekielski                     | Pour un bébé robot...        | 5:54  |
| 4.  | Le Chaos                     | Béatrice Tekielski | Béatrice Tekielski                     | Le Chaos                     | 14:12 |
| 5.  | Les Autres                   | Béatrice Tekielski | Béatrice Tekielski                     | Le Chaos                     | 3:42  |
| 6.  | La Maison sur Venus          | Béatrice Tekielski | Béatrice Tekielski                     | Le Chaos                     | 4:05  |
| 7.  | Elle habite au fond des mers | Béatrice Tekielski | Béatrice Tekielski                     | Le Chaos                     | 4:42  |
| 8.  | L'Artiste                    | Béatrice Tekielski | Robert Baccherini                      | Pas peur de vous...          | 6:03  |
| 9.  | Quai de la Gloire            | Béatrice Tekielski | Béatrice Tekielski                     | Pas peur de vous...          | 4:10  |
| 10. | Pas peur de vous             | Béatrice Tekielski | Béatrice Tekielski                     | Pas peur de vous...          | 3:52  |
| 11. | Josiane                      | Béatrice Tekielski | Béatrice Tekielski                     | Aux alentours d'après minuit | 4:47  |
| 12. | Lobotomie                    | Béatrice Tekielski | Béatrice Tekielski / Robert Baccherini | Aux alentours d'après minuit | 5:09  |
| 13. | Le Mec de Nazareth           | Béatrice Tekielski | Béatrice Tekielski / Robert Baccherini | Aux alentours d'après minuit | 3:15  |
| 14. | Après minuit                 | Béatrice Tekielski | Béatrice Tekielski / Robert Baccherini | Aux alentours d'après minuit | 3:40  |